# 브리트니 리스
브리트니 데이번 리스(영어: Brittney Davon Reese, 1986년 9월 9일~)는 미국의 육상 선수로 주 종목은 멀리뛰기이다. 올림픽에서 3회 연속으로 메달을 획득했으며 2012년 하계 올림픽 여자 멀리뛰기에서 금메달, 2016년과 2020년 하계 올림픽에서 여자 멀리뛰기 은메달을 획득했다. 또한 세계 육상 선수권 대회에서 금메달 4개를 획득했다.